# SABBRABELLS
SABBRABELLS（サブラベルズ）は1980年代初期に結成された日本のヘヴィメタルバンド。1987年に解散（分裂）。
結成当時よりブラックサバスの影響を強く受けていたが、悪魔を連想させる衣装と歌詞、曲は力強くドラマチックなヘヴィメタルという路線で、インディーズの一時代を築いた。
ライブパフォーマンスでは、黒を基調とした衣装、骸骨や蝋燭、十字架、オープニングに魔術師を登場させるなど、オカルティックなイメージは後発バンドにも多大な影響を与えた。
1986年に「目黒鹿鳴館の帝王」「インディーズ最後の大物」「ライブの帝王」など多くの評価をひっさげキングレコードよりメジャーデビューを果たすが、三枚のアルバムをリリースした時点でバンドは分裂（解散）した。

## メンバー

### Reading期（1980-82）
- 高橋喜一（Vo）
- 佐野博之（g）
- 上野　　（g）
- 宮尾敬一（b）
- 小城一男（Dr）

### 第1期（1982-83）
- 高橋喜一（Vo）
- 松川純一郎（g）
- 佐野博之（g）
- 宮尾敬一（b）
- 関口文一 （Dr）

### 第2期（1983）
- 佐野博之→　常田（g）

### 第3期（1984-87）メジャーデビュー
- 常田　→　佐野博之（g）
- 関口文一　→ 石橋茂雄（Dr）

### 第4期　（1987-）　メジャーを離脱後、分裂

#### 高橋喜一率いるSABBRABELLS
- 高橋喜一（Vo）
- 松川純一郎　→　土橋（g）
- 佐野博之　→　日比野（g）
- 宮尾敬一　→　佐藤（b）
- 石橋茂雄 →　阿部（Dr）

#### 他のメンバーによるSABBRABELLS
- DIOケン（Vo）
- 松川純一郎（g）
- 佐野博之（g）
- 宮尾敬一（b）
- 関口文一 （Dr）

### 第5期(高橋喜一率いるSABBRABELLS)
- 高橋喜一（Vo、b）
- 土橋（g）
- 阿部→堅山（Dr）

## 略歴
- 1982年　1980年に結成されたメタルバンドReadingを前身とし、82年にSABBRABELLSへと改名。
- 1983年　インディーズにて「SABBRABELLS」発表
- 1984年　ANTHEM、SNIPERらと共にオムニバス「HEAVY METAL FORCE」に参加。ドラムが関口から石橋へ交代。
- 1985年　「DOG FIGHT」（自主制作盤）発表
- 1986年　メジャーデビュー。「SAILING ON THE REVENGE」発表、ライヴアルバム「LIVE!!」も後に発表。
- 1987年　「DOG FIGHT」「ONE NIGHT MAGIC」発表。以後分裂の後、解散。
- 2015年7月25日　ANTHEM主催『HEADSTRONG FES.』にて期間限定の再結成。高橋はスケジュールの都合で参加出来ず、代わりにDIO-KENがボーカルを務めた。
- * 2018年7月8日・14日・16日　ANTHEM主催イベント『HEADSTRONG FES.18』へ高橋喜一を含むオリジナルSABBRABELLSとして出演[1]。高橋が再びSABBRABELLSとしてステージに立つことにしたのは、ANTHEMのベーシストである柴田直人から、実に約3年に渡る出演依頼と説得があったためである[2]。

## メジャー離脱後～現在
- ボーカルの高橋喜一は、後にハードコアバンドG.I.S.M.にベーシスト（「＋R」ではギター）として参加。ポップス系バンドGingaではギタリストとして活躍。へヴィメタルバンドSxxRxxSではベーシストとして参加の傍ら、メロディックメタルバンドSaiuNではギタリストとして活躍。
- ギターの松川純一郎はエモーション、J.D.K.BAND等に参加後、山岸潤史に師事し、ブルースギタリストに転向し、現在も活動中。また、宮尾敬一・関口文一ら元メンバーと瀬戸政彦 (ex.Volcano, Savage Greed) を含めた4人で 秘密結社ブラック一味 として、サブラベルズの曲をライブで再演している。
- ドラムの石橋は2010年5月12日、肝臓ガンの為、他界。

## ディスコグラフィー

### インディーズ
- SABBRABELLS（1983年9月）[3]

エクスプロージョン・レーベルより1000枚限定リリース。
20年以上に渡って廃盤状態であったが、2009年3月にデモ・トラック（未発表）2曲と「HEAVY METAL FORCE」の1曲を追加収録したデジタル・リマスター盤（初CD化）を再発。
- DOG FIGHT（1985年9月21日）

「Metal Saber」「Water Night」「Stop The Motion」「Dog Fight」の4曲を収録したミニ・アルバム。

### シングル
- DOG FIGHT（1987年3月21日）

上記のミニ・アルバムとは異なり、こちらはアルバム「ONE NIGHT MAGIC」より先行リリースされたシングル。
1曲目の「Dog Fight」はアルバム未収録である。

### アルバム
- SAILING ON THE REVENGE（1986年6月5日・再発：2000年、2007年）
- LIVE!!（1986年12月5日・再発：2000年、2007年）

1986年9月27日に行われた埼玉会館でのLive.
- ONE NIGHT MAGIC（1987年4月5日・再発：2000年、2007年）

オリジナル盤にはシークレットトラックとして「ルルドの泉」が収録されている。なお、再発盤には収録されていない。

### オムニバス
- HEAVY METAL FORCE（1984年）
- ALL NIGHT METAL PARTY '84 to '85（1985年）
- THE VERY BEST OF NEXUS（1998年）
- NEXUS REMASTER COLLECTION Ⅱ レア・トラック・サンプラー（2000年）
- METAL VIBES -2nd Attack!!-（2002年）

### ボックスセット
- SABBRABELLS COMPLETE BOX（2018年11月7日）

※1st『SABBRABELLS』～『ONE NIGHT MAGIC』までのオリジナルアルバム全作品、シングル「Dog Fight」、2枚のライブアルバム（『LIVE!!』、『REQUEST LIVE』）に加え、当時VHSとして発売されていた『ALL NIGHT METAL PARTY ’84 TO ’85』と『LIVE!!』を収めたDVD、未発表ライブ音源集（CD2枚）、未発表ライブ映像集、別冊ブックレットがセットになった計CD9枚+DVD2枚のボックスセット。メンバー監修最新リマスタリング音源、Blu-Spec CD、紙ジャケット仕様

### ライブ・テープ
- ALL NIGHT METAL PARTY '84 to '85（1985年）

4Tracks

### VHS
- ALL NIGHT METAL PARTY '84 to '85（1985年）
- LIVE!!（1986年）
- ROCK FILE ON VIDEO 1989 vol.2（1989年）

### DVD & Blu-ray
- HEADSTRONG FES.18[脚注 1][5]（2018年12月12日）